# Drops of Jupiter (Tell Me)
«Drops of Jupiter (Tell Me)» (o más conocida como «Drops of Jupiter») es una canción de rock alternativo interpretada por la banda de rock, Train en su segundo álbum que lleva el mismo nombre que la canción. Logró figurar en el top 5 de Billoboard Hot 100 y permaneció en el top 40 por 38 semanas.
La canción ganó 2 premios Grammy por "Mejor Canción Rock" y "Mejor Arreglo Musical Acompañado por un Vocalista".
Fue premiada con dos Premios Grammy, uno de ellos fue como mejor canción de rock alternativo.

## Antecedentes y composición
El cantante principal, Pat Monahan, afirmó que la canción fue inspirada por su difunta madre, quien falleció después de luchar contra el cáncer, y que los versos iniciales "llegaron a él en un sueño". Él le dijo a Behind the Music de VH1: "El proceso de creación no fue fácil. Simplemente no podía descifrar qué escribir, pero luego desperté de un sueño, aproximadamente un año después de que mi madre falleciera, con las palabras 'de vuelta en la atmósfera'... Fue su forma de describir cómo era: ella estaba nadando entre los planetas y vino hacia mí con gotas de Júpiter en su cabello".

## Recepción crítica
Chuck Taylor de la revista Billboard reseñó la canción de manera favorable, afirmando que "demuestra una inclinación lírica verdaderamente artística que merece una aceptación instantánea de esta canción creíble de estilo rock". Resumió la reseña diciendo "agrega el piano, un espléndido telón de fondo orquestal y un canto que brilla con pasión y personalidad, y esta canción se convierte en un tema imparable para Train".

## Desempeño en las listas
"Drops of Jupiter" alcanzó el puesto número cinco en el US Billboard Hot 100 en junio de 2001. En la lista Billboard Adult Contemporary, la canción llegó al top 10 durante su semana número 49, marcando la ascensión más larga al top 10 en esa lista por cualquier artista, y pasó 54 semanas en el ranking. La canción ha vendido y transmitido más de 7,000,000 de unidades desde su lanzamiento digital en 2003, obteniendo una certificación de platino siete veces por parte de la Recording Industry Association of America (RIAA).
En el UK Singles Chart, "Drops of Jupiter" debutó y alcanzó el puesto número 10 el 5 de agosto de 2001. La canción volvió a entrar en el UK Singles Chart en la semana que terminó el 7 de abril de 2012, en el puesto número 53, después de una actuación del concursante Phil Poole en The Voice UK. En la semana que terminó el 28 de abril de 2012, "Drops of Jupiter" subió al puesto número 34. La canción ha recibido una certificación de doble platino de la British Phonographic Industry (BPI) por ventas y transmisiones que superan las 1,200,000 unidades.

## Video musical
Hay dos videos musicales para esta canción. El primero muestra a la banda interpretándola en un escenario, con una gran pancarta que dice "TRAIN" en el fondo iluminado en verde. Se insertan clips de una mujer realizando diversas acciones en diversos fondos relacionados con la letra (por ejemplo, Júpiter, extendiendo las manos bajo la lluvia) en varias partes de la canción.
El segundo video, más famoso, muestra a la banda interpretando la canción en un escenario respaldados por un conjunto de cuerdas. A medida que avanza el video, las personas entran a ver la interpretación de la canción. El video se filmó en Union Station en Los Ángeles, California, y fue dirigido por Nigel Dick con diseño de producción de Andrew Elias. Fue lanzado en julio. La primera versión de este video en particular también presentaba la historia de una niña que se escapó de casa y, al llegar a la estación donde la banda estaba tocando, se conmovió tanto que decidió regresar a casa. Sin embargo, esta trama se eliminó durante el proceso de edición.

## Premios
La canción fue nominada a cinco premios Grammy, incluyendo Canción del Año, Grabación del Año y Mejor Interpretación de Rock de un Dúo o Grupo con Voz, y ganó dos premios por Mejor Canción de Rock y Mejor Arreglo Instrumental que Acompaña a la Voz.

## Lista de canciones
1. «Drops Of Jupiter»
2. «It's Love»
3. «This Is Not Your Life»
4. «Drops Of Jupiter» (Video Versión)

## Significado
Pat Monahan, el cantante de la banda, declaró que la canción fue inspirada por la muerte de su madre y que las primeras líneas aparecieron en un sueño.

## Posicionamiento
| Listas (2001)               | Posición |
| --------------------------- | -------- |
| Argentina Singles Chart     | 14       |
| Australian Singles Chart    | 5        |
| Austria Singles Chart       | 38       |
| Belgium Singles Chart       | 5        |
| Dutch Top 40                | 3        |
| Irish Singles Chart         | 1        |
| Italy Singles Chart         | 7        |
| Netherlands Singles Chart   | 5        |
| New Zealand Singles Chart   | 5        |
| Portugal Singles Chart      | 3        |
| Switzerland Singles Chart   | 30       |
| Taiwan Singles Chart        | 3        |
| UK Singles Chart            | 10       |
| U.S. Adult Top 40           | 1        |
| U.S. Top 40 Mainstream      | 3        |
| U.S. Billboard Hot 100      | 4        |
| U.S. Adult Contemporary     | 8        |
| U.S. Modern Rock Tracks     | 11       |
| U.S. Mainstream Rock Tracks | 19       |
| Listas (2006)               | Posición |
| U.S. Hot Digital Songs      | 41       |
| Listas (2009)               | Posición |
| U.S. Hot Digital Songs      | 56       |